# Janina Götz
Janina-Kristin Götz (Bayreuth, 13 gennaio 1981) è un'ex nuotatrice tedesca.

## Carriera
Fece parte della staffetta che vinse la medaglia di bronzo nella 4x200m stile libero alle Olimpiadi di Atene 2004 (dove competé solo in batteria).

## Palmarès
- Giochi olimpici estivi

Atene 2004: bronzo nella 4x200m stile libero.
- Europei

Siviglia 1997: oro nella 4x200m stile libero.